# Élise et les Nouveaux Partisans
Élise et les Nouveaux Partisans est un roman graphique autobiographique de Dominique Grange, dessiné par Jacques Tardi et publié en 2021.

## Résumé
Élise est une jeune chanteuse engagée originaire de Lyon. Arrivée à Paris en 1958, en pleine guerre d'Algérie, elle rejoint les luttes contre les injustices sociales et le racisme à la suite du mouvement contestataire de Mai 68.

## Histoire

### Contexte d'écriture
Dominique Grange et Jacques Tardi ont déclaré avoir « décrit l'effervescence des années 70 pour que la richesse des combats apparaisse » en ajoutant que « la situation est encore pire aujourd'hui qu'à l'époque. » L'album est dédié au militant communiste libanais Georges Ibrahim Abdallah.
Dans la postface, l'autrice déclare continuer de soutenir « toutes les formes de résistance au libéralisme, à l'impérialisme et à la tyrannie des régimes dictatoriaux. »

### Publication de l'album
Traduite en italien, en espagnol, en catalan, en portugais et en anglais, la version allemande, dont la sortie était initialement prévue le 16 janvier 2023, ne sera finalement pas publiée par l'éditeur Carlsen. Le 24 janvier 2023, la maison d'édition allemande se justifie en invoquant les quelques mots écrits dans la postface où Dominique Grange exprime sa « solidarité avec la résistance exemplaire du peuple palestinien depuis 70 ans, contre l'occupation et l'apartheid israélien. » 
Bien que le conflit israélo-palestinien ne soit pas le sujet de l'album, un porte-parole de l'éditeur allemand Carlsen a avancé « ne pas vouloir prendre position » et souhaiter « éviter de se retrouver dans l'inextricable débat autour de la campagne BDS visant au boycott d'Israël. »
Delcourt, qui publie la BD en français, évoque une « censure absurde et indigne. »